# Alegeri parlamentare în România, 2028
Următoarele alegerile parlamentare în România vor avea loc într-o duminică înaintea datei de 30 noiembrie 2028.

## Context
După alegerile parlamentare din România din 2024, s-a format o coaliție pro-europeană între Partidul Social Democrat (PSD), Partidul Național Liberal (PNL), Uniunea Democrată Maghiară din România (UDMR/RMDSZ) și partidele minorităților etnice. Partidul Uniunea Salvați România (USR) a semnat inițial un acord pentru a intra în guvern, dar ulterior a trecut în opoziție. În urma rezultatelor primului tur al alegerilor prezidențiale din mai 2025, în care Crin Antonescu, susținut de guvern, nu a reușit să se califice în turul al doilea, Ciolacu a anunțat că Partidul Social Democrat va părăsi coaliția și a demisionat din funcția de prim-ministru. Ciolacu a declarat că, după ce a văzut cum au votat românii, „coaliția de guvernare nu are legitimitate, cel puțin în această componență”; în același timp, miniștrii PSD au rămas în guvern cu titlu interimar. La 6 mai 2025, președintele interimar Ilie Bolojan l-a numit pe Cătălin Predoiu în funcția de prim-ministru interimar.

## Sistem electoral
Atât cei 331 de membri ai Camerei Deputaților, cât și cei 136 de membri ai Senatului sunt aleși în 43 de circumscripții electorale plurinominale, pe baza celor 41 de județe ale României, a Municipiului București, precum și a diasporei române, utilizând sistemul proporțional pe liste de partid. Legea nr. 208/2015 prevede că fiecare circumscripție electorală va avea dreptul la un deputat la fiecare 73 000 de locuitori și la un senator la fiecare 168 000 de locuitori, în conformitate cu datele privind populația colectate la 1 ianuarie a anului precedent de Institutul Național de Statistică (INS). Circumscripțiile electorale nu pot avea mai puțin de 4 deputați și 2 senatori.
Partidele trebuie să depășească un prag de 5% din voturile la nivel național sau de cel puțin 20% din voturi în patru circumscripții electorale. Alianțele electorale trebuie să depășească un prag mai ridicat, și anume 8% pentru cele cu două partide membre, 9% pentru trei și 10% pentru alianțele cu mai multe partide. În Camera Deputaților pot fi adăugate locuri suplimentare (în prezent 19) pentru grupurile etnice minoritare care participă la alegeri și depășesc un prag mai mic (5% din voturile necesare pentru a câștiga un loc în camera inferioară, calculat prin împărțirea numărului de voturi ale partidelor, alianțelor și candidaților independenți care au depășit pragul la numărul de locuri pe care le-au câștigat).
După alegeri, locurile sunt alocate candidaților partidelor și listelor câștigătoare în mai multe etape, începând cu circumscripțiile electorale, unde locurile sunt distribuite în conformitate cu cota Hare a circumscripției. Voturile neutilizate sunt apoi transferate și reunite la nivel național, unde locurile rămase sunt distribuite folosind metoda D'Hondt, pentru a asigura proporționalitatea globală între ponderea voturilor naționale ale unui partid și ponderea locurilor sale în parlament. Aceste locuri rămase sunt apoi alocate candidaților partidelor din circumscripții, pe baza rezultatelor partidului în fiecare circumscripție.

## Sondaje de opinie
| Sursa sondajului                  | Dată                 | Eșantion  |          |                  |        |        |       |       |       |       |       |       |       | Alte partide | Avans |     |    |    |    |     |
| --------------------------------- | -------------------- | --------- | -------- | ---------------- | ------ | ------ | ----- | ----- | ----- | ----- | ----- | ----- | ----- | ------------ | ----- | --- | -- | -- | -- | --- |
| Sursa sondajului                  | Dată                 | Eșantion  | Sociopol | 21–23 iulie 2025 | 1.002  | 21%    | 38%   | 15%   | 12%   | 1%    | 2%    | 5%    | 3%    | Alte partide | Avans | N/A | 1% | 1% | 1% | 17% |
| INSOMAR                           | 15–23 iulie 2025     | 1.012     | 17%      | 36,5%            | 14,4%  | 13,2%  | 1,9%  | 2,5%  | 4,9%  | N/A   | 0,7%  | N/A   | 0,5%  | 7,7%         | 19,5% |     |    |    |    |     |
| FlashData                         | 10–12 iulie 2025     | 7.500     | 18%      | 38%              | 16%    | 16%    | 1,5%  | 0,5%  | 4,5%  | N/A   | N/A   | N/A   | N/A   | 5,5%         | 20%   |     |    |    |    |     |
| CURS                              | 4–10 iulie 2025      | 1.067     | 20%      | 38%              | 15%    | 12%    | 4%    | 4%    | 5%    | N/A   | N/A   | N/A   | N/A   | 2%           | 18%   |     |    |    |    |     |
| INSCOP                            | 20–26 iunie 2025     | 1.150     | 13,7%    | 40,5%            | 17,3%  | 13,1%  | 1,9%  | 4,2%  | 5,2%  | 2,4%  | N/A   | N/A   | N/A   | 1,9%         | 23,2% |     |    |    |    |     |
| INSCOP                            | 26–30 mai 2025       | 1.150     | 17,4%    | 38,1%            | 16%    | 12,2%  | 2,5%  | 3,2%  | 4,5%  | 3,3%  | N/A   | N/A   | N/A   | 2,8%         | 20,7% |     |    |    |    |     |
| CURS                              | 26–30 mai 2025       | 1.287     | 24%      | 35%              | 14%    | 14%    | 5%    | 2%    | 5%    | N/A   | N/A   | N/A   | N/A   | 1%           | 11%   |     |    |    |    |     |
| Avangarde                         | 23–28 mai 2025       | 1.300     | 20%      | 32%              | 16%    | 15%    | 4%    | 3%    | 5%    | N/A   | 1%    | 1%    | N/A   | 3%           | 12%   |     |    |    |    |     |
| Sociopol                          | 26–28 mai 2025       | 1.001     | 17%      | 36%              | 14%    | 12%    | 2%    | 3%    | 6%    | 3%    | N/A   | 2%    | 2%    | 3%           | 19%   |     |    |    |    |     |
| FlashData                         | 24–26 aprilie 2025   | 7.500     | 19%      | 26%              | 15%    | 9%     | 2%    | 4%    | 3%    | N/A   | N/A   | N/A   | N/A   | 8,5%         | 7%    |     |    |    |    |     |
| FlashData                         | 10–12 aprilie 2025   | 7.500     | 19,5%    | 25,5%            | 15%    | 11%    | 2%    | 3%    | 3%    | N/A   | N/A   | N/A   | N/A   | 8,5%         | 6%    |     |    |    |    |     |
| Verifield                         | 24–28 martie 2025    | 1.100     | 21,2%    | 31,7%            | 15%    | 13,9%  | 3,6%  | 7%    | 5,1%  | 0,8%  | N/A   | N/A   | 1,2%  | 1,4%         | 10,5% |     |    |    |    |     |
| FlashData                         | 14–16 februarie 2025 | 7.500     | 21,2%    | 27,9%            | 12,3%  | 19%    | 5,6%  | 6,7%  | 3,4%  | N/A   | 1,1%  | 0,6%  | 1,1%  | 1,1%         | 6,7%  |     |    |    |    |     |
| CURS                              | 21–25 ianuarie 2025  | 1.100     | 24%      | 22%              | 15%    | 13%    | 5%    | 10%   | 5%    | N/A   | N/A   | N/A   | N/A   | 6%           | 2%    |     |    |    |    |     |
| Avangarde                         | 10–16 ianuarie 2025  | 1.354     | 22%      | 29%              | 13%    | 13%    | 8%    | 5%    | 4%    | N/A   | 3%    | 2%    | N/A   | 1%           | 7%    |     |    |    |    |     |
| Alegeri 2024 (Camera Deputaților) | 1 decembrie 2024     | 9.243.641 | 21,96%   | 18,01%           | 13,20% | 12,40% | 7,36% | 6,46% | 6,33% | 2,99% | 2,05% | 2,05% | 1,24% | 10,62%       | 3,95% |     |    |    |    |     |
| Alegeri 2024 (Senat)              | 1 decembrie 2024     | 9.259.957 | 22,30%   | 18,30%           | 14,28% | 12,26% | 7,76% | 6,39% | 6,38% | 2,84% | 1,88% | 1,88% | 1,37% | 8,66%        | 4%    |     |    |    |    |     |